# Pseudomancopsetta andriashevi
Pseudomancopsetta andriashevi är en fiskart som beskrevs av Evseenko, 1984. Pseudomancopsetta andriashevi ingår i släktet Pseudomancopsetta och familjen Achiropsettidae. Inga underarter finns listade i Catalogue of Life.